# Ambrières-les-Vallées
Ambrières-les-Vallées är en kommun i departementet Mayenne i regionen Pays de la Loire i nordvästra Frankrike. Kommunen ligger i kantonen Ambrières-les-Vallées som tillhör arrondissementet Mayenne. År 2022 hade Ambrières-les-Vallées 2 603 invånare.

## Befolkningsutveckling
Antalet invånare i kommunen Ambrières-les-Vallées
| Referens: INSEE |